# MTV Video Music Award para Melhor Vídeo de K-Pop
O MTV Video Music Award para Best K-Pop Video (em Portugal: "Melhor Vídeo de K-Pop"; e no Brasil: "Melhor Clipe de K-Pop") é uma categoria do MTV Video Music Awards, apresentada pela primeira vez em 2019.

## Vencedores e indicados
| Ano  | Vencedor(es)                      | Indicados | Ref.  |
| ---- | --------------------------------- | --- | ----- |
| 2019 | BTS (com Halsey) – "Boy with Luv" | - Blackpink – "Kill This Love" - Exo – "Tempo" - Monsta X (com French Montana) – "Who Do U Love?" - NCT 127 – "Regular" - TXT – "Cat & Dog"       | [ 3 ] |
| 2020 | BTS – "On"                        | - Exo – "Obsession" - (G)I-dle – "Oh My God" - Monsta X – "Someone's Someone" - Red Velvet – "Psycho" - TXT – "9 and Three Quarters (Run Away)"   | [ 4 ] |
| 2021 | BTS – "Butter"                    | - Blackpink e Selena Gomez – "Ice Cream" - (G)I-dle – "Dumdi Dumdi" - Monsta X – "Gambler" - Seventeen – "Ready to Love" - Twice – "Alcohol-Free" | [ 5 ] |
| 2022 | Lisa – "Lalisa"                   | - BTS – "Yet to Come (The Most Beautiful Moment)" - Itzy – "Loco" - Seventeen – "Hot" - Stray Kids – "Maniac" - Twice – "The Feels"               | [ 6 ] |
| 2023 | Stray Kids – "S-Class"            | - Aespa – "Girls" - Blackpink – "Pink Venom" - Fifty Fifty – "Cupid" - Seventeen – "Super" - Tomorrow X Together – "Sugar Rush Ride"              | [ 7 ] |